# سكوت هول
سكوت أوليفر هول (بالإنجليزية: Scott Hall)‏ (20 أكتوبر 1958 – 14 مارس 2022) مصارع أمريكي محترف، يعرف أيضًا باسم رازور رامون. بدأ مسيرته المهنية في عام 1984، أسس مع المصارعين هولك هوغان وكيفن ناش فريق nWo الذي سيطر على اتحاد WCW. اعتزل المصارعة عام 2010.

## روابط خارجية
- سكوت هول على موقع IMDb (الإنجليزية)
- سكوت هول على موقع قاعدة بيانات الفيلم (الإنجليزية)
- سكوت هول على موقع دبليو دبليو إي (الإنجليزية)
- سكوت هول على موقع WrestlingData.com (الإنجليزية)
- سكوت هول على موقع CageMatch worker (الإنجليزية)
- سكوت هول على موقع قاعدة بيانات المصارعة على الإنترنت (الإنجليزية)
- سكوت هول على موقع عالم المصارعة على الإنترنت (الإنجليزية)
- سكوت هول على موقع عالم المصارعة على الإنترنت (الإنجليزية)
- صفحة Scott Hall على دبليو دبليو إي.كوم